# Xyris montana
Xyris montana är en gräsväxtart som beskrevs av Ries. Xyris montana ingår i släktet Xyris och familjen Xyridaceae. Inga underarter finns listade i Catalogue of Life.

## Bildgalleri

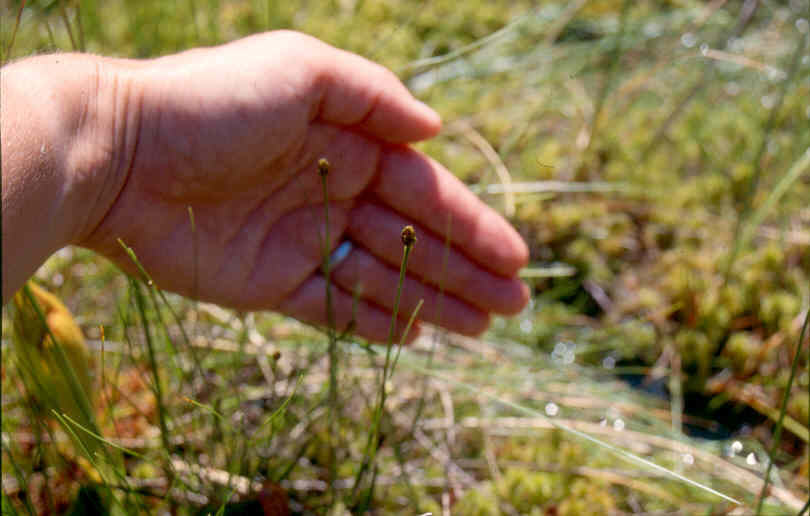
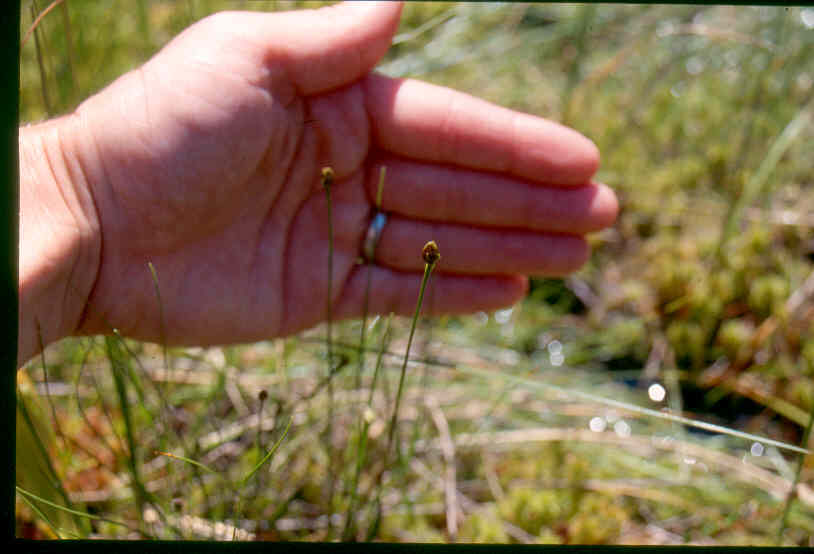